# Elissa L. Newport
Elissa Lee Newport é uma cientista cognitiva e psicolinguista estadunidense conhecida especialmente por suas pesquisas sobre aquisição de linguagem (em ambientes típicos e atípicos) e recuperação de linguagem após lesões cerebrais. É professora da Universidade de Georgetown.